# Königswalzer (1955)
Königswalzer ist ein deutscher Film aus dem Jahr 1955. Regie führte Viktor Tourjansky.
Die romantische Komödie erzählt eine Randepisode der oft verfilmten Märchenhochzeit von Kaiser Franz Joseph und Prinzessin Sissi.

## Handlung
Der österreichische Offizier Ferdinand von Tettenbach reist im Auftrag von Kaiser Franz Joseph nach München, wo er für ihn bei König Maximilian von Bayern um die Hand von Prinzessin Elisabeth anhalten soll. Dies ist problematisch, ist Franz Joseph doch eigentlich Elisabeths ältester Schwester Helene versprochen – dies liegt auch im Interesse des österreichischen Kaiserhauses. Helene jedoch liebt einen anderen. König Maximilian entschließt sich auf Anraten des österreichischen Gesandten, Graf Tettenbach nicht zu empfangen.
König Maximilian plagen nämlich eigentlich ganz andere Sorgen: Er hat kein Geld, um die Verlobungsfeierlichkeiten seiner Nichte – sei es nun Helene oder Elisabeth – zu bestreiten und weiß auch nicht, wie er einen angekündigten Besuch des Kaisers finanzieren soll. Sein Finanzminister hat den rettenden Einfall: Auf einem Ball soll der König neue Hoflieferanten ernennen, die für diese Ehre jeweils 5000 Gulden zahlen sollen. Unter den so beförderten Nahrungsmittellieferanten soll auch der Café- und Konditoreibesitzer Tomasoni sein, der im Gegensatz zum Koch des Königs ordentlichen Kaffee brühen kann.
Bei Tomasoni jedoch hängt der Haussegen schief: Nachdem die Sittenpolizei in seinem Lokal wie auch in allen anderen Lokalen das Tanzen verboten hat und auf das Bier eine neue Biersteuer erhoben wurde, gärt es im Volk und das Café Tomasoni wird immer öfter Treffpunkt der aufgebrachten „Bürgerwehr“, die bereits plant, wie sie den König mit Nichtachtung strafen und den Kaiser bei seinem Besuch mit faulen Eiern bewerfen kann. Die Ausführung jedoch scheitert stets an der Obrigkeitshörigkeit jedes Einzelnen. Nur Tomasonis älteste Tochter Theres ist guter Dinge: Sie hat sich in Graf Tettenbach verliebt, der ihre Zuneigung erwidert.
Gleichzeitig steckt Graf Tettenbach jedoch ohne sein Wissen in der Klemme: Theres’ kleine Schwester Anni ist zwar noch ein halbes Kind, hat jedoch eine ausgeprägte Phantasie und gibt vor ihren Freundinnen gerne mit erfundenen Geschichten an. Als sie im Englischen Garten auf Graf Tettenbach trifft, täuscht sie einen Sturz vor – Graf Tettenbach führt sie zu einer Bank, untersucht kurz das Bein der laut jammernden Anni und geht. Ein in der Nähe stehender, kurzsichtiger Herr der „Bürgerwehr“ denkt, er habe eine Verführung beobachtet und ruft die Sittenpolizei, doch da ist Graf Tettenbach bereits unerkannt verschwunden. Der Skandal ist groß.
Auf dem Königsball eröffnet Tomasoni dem König, dass er kein Hoflieferant werden könne, da ein Offizier seine jüngste Tochter verführt habe – ein bayerischer Offizier, wie Tomasoni fälschlich annimmt. König Maximilian ernennt daraufhin statt ihres Vaters Theres zur Hoflieferantin und kündigt an, den Offizier finden zu lassen und zur Hochzeit mit Anni zu zwingen. Er tanzt mit Theres den Königswalzer, den schließlich Graf Tettenbach übernimmt – er hat sich auf den Ball schmuggeln und so auch ein Gespräch mit König Maximilian zur bevorstehenden Hochzeit des Kaisers führen können.
Als Graf Tettenbach Theres wenig später einen Heiratsantrag machen will, erkennt Anni „ihren“ Offizier wieder und Tomasoni glaubt, der der Verführung Schuldige habe sich endlich gefunden. Verwirrt weigert sich Graf Tettenbach, Anni zu ehelichen, doch auch der König befiehlt, er solle „Fräulein Tomasoni“ zur Frau nehmen, schließlich habe er es dem alten Tomasoni versprochen. Erst, als Theres weinend zusammenbricht, erkennt Anni, was sie angerichtet hat. Sie beichtet, die Verführung erlogen zu haben, doch fühlt sich der König außerstande, sein gegebenes Wort und die königliche Anweisung zurückzunehmen. Erst als Elisabeth erkennt, dass auch Theres ein „Fräulein Tomasoni“ ist, kann die Heirat zwischen Theres und Graf Tettenbach verkündet werden. Gleichzeitig wird auch die Heirat von Elisabeth mit Kaiser Franz Joseph in die Wege geleitet, der König Maximilian zugestimmt hat.

## Produktion

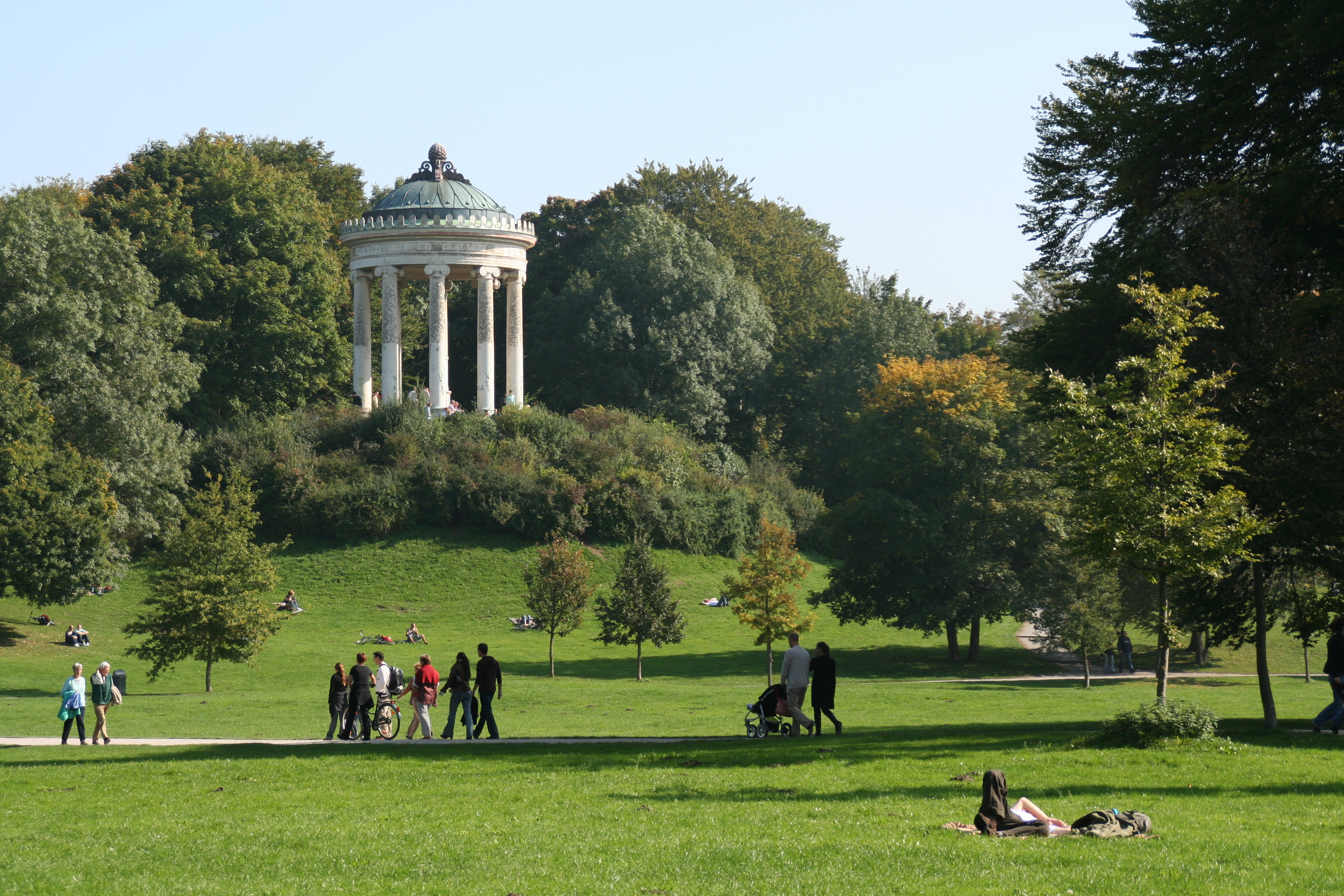
Im Film zu sehen: Der Monopteros im Englischen Garten in München

Königswalzer entstand nach einem Originalstoff von Walter Forster und Emil Burri. Die Liedtexte zur Musik von Karl Loube stammen von Hanns Haller. Der im Film zu hörende Walzer Wie ein Wunder kam die Liebe – dies war auch der Arbeitstitel des Films – stammt von Franz Doelle (Musik) und Bruno Balz (Text) und wurde vom Symphonieorchester Graunke eingespielt.
Der Film ist eine Neuverfilmung der Version von 1935 mit Willi Forst und Heli Finkenzeller in den Hauptrollen, in der Curd Jürgens seinen ersten Filmauftritt hatte.
Die Aufnahmen des Films entstanden in den Ateliers der Bavaria-Filmkunst in München-Geiselgasteig und im Carlton-Atelier. Außenaufnahmen fanden unter anderem im Englischen Garten und auf dem Schloss Nymphenburg in München statt. Die Uraufführung war am 6. Oktober 1955 im Münchner „Universum“.
Hans Fitz spielt die Rolle von Max II. im Alter von 64 Jahren, obwohl der König zur Zeit der Handlung (1854) erst 43 Jahre alt und somit deutlich jünger war.
In kleinen Nebenrollen sind Uta Franz, Oliver Bendt und Liesl Karlstadt zu sehen.

## Kritik
Während die ARD den Film als „gelungene Neuverfilmung“ und „heiter-beschwingte Neuadaption […] vor der prachtvollen Kulisse des Münchener Schloss Nymphenburg“ beschreibt, bekam der Film sonst eher schlechte Kritiken.
Für das Lexikon des internationalen Films ist die Produktion eine „in dekorativem Prunk schwelgende Unterhaltung, trotz der äußeren Schauwerte weitgehend behäbig und langweilig.“ Auch die Zeitschrift Cinema blieb zurückhaltend: „Prunk und Evergreens (‚Wie ein Wunder kam die Liebe‘) peppen das angestaubte Lustspiel auf. Fazit: Altbackenes für den bunten Teller.“ Ähnlich urteilte die Zeitschrift TV Movie: „Prunkvoll verpackte Langeweile.“